# الحكومة الإماراتية (2014)
حكومة دولة الإمارات العربية المتحدة (2014) هي الحكومة الحادي عشر في تاريخ دولة الإمارات منذ قيام الاتحاد عام 1971. شكل الشيخ محمد بن راشد الحكومة بعد اعتماد الشيخ خليفة رئيس الدولة. بموجب هذا التشكيل تم تغيير وزارة التربية والتعليم ووزارة العدل.

## أعضاء مجلس الوزراء
1. الشيخ محمد بن راشد آل مكتوم، نائب رئيس الدولة رئيس مجلس الوزراء حاكم دبي وزير الدفاع.
2. الفريق الشيخ سيف بن زايد آل نهيان، نائبا لرئيس مجلس الوزراء وزيراً للداخلية.
3. الشيخ منصور بن زايد آل نهيان، نائباً لرئيس مجلس الوزراء وزيراً لشؤون الرئاسة.
4. الشيخ حمدان بن راشد آل مكتوم وزيراً للمالية.
5. الشيخ عبدالله بن زايد آل نهيان وزيراً للخارجية.
6. الشيخ نهيان بن مبارك آل نهيان وزيراً للثقافة والشباب وتنمية المجتمع.
7. الشيخ حمدان بن مبارك آل نهيان، وزيراً للتعليم العالي والبحث العلمي.
8. الشيخة لبنى بنت خالد القاسمي وزيرة للتنمية والتعاون الدولي.
9. محمد بن عبدالله القرقاوي وزيراً لشؤون مجلس الوزراء.
10. سلطان بن سعيد المنصوري وزيراً للاقتصاد،
11. مريم بنت محمد الرومي وزيرة للشؤون الاجتماعية.
12. حسين بن إبراهيم الحمادي وزيراً للتربية والتعليم.
13. عبدالرحمن بن محمد العويس وزيراً للصحة.
14. صقر بن غباش سعيد غباش وزيراً للعمل.
15. أنور بن محمد قرقاش وزير الدولة للشؤون الخارجية وزير الدولة لشؤون المجلس الوطني الاتحادي.
16. سلطان بن سعيد البادي وزيراً للعدل.
17. راشد أحمد بن فهد وزيراً للبيئة والمياه.
18. سهيل بن محمد فرج فارس المزروعي وزيراً للطاقة.
19. عبدالله بن محمد بلحيف النعيمي وزيراً للأشغال العامة.
20. عبيد بن حميد الطاير وزير الدولة للشؤون المالية.
21. ميثاء بنت سالم الشامسي وزيرة دولة.
22. ريم بنت إبراهيم الهاشمي وزيرة دولة.
23. سلطان بن أحمد سلطان الجابر وزير دولة.
24. عبدالله بن محمد غباش وزير دولة.

## التعديلات الوزارية
شهدت هذه الحكومة تغيير وزاري جديد شمل حقيبتين في الحكومة كما يلي:
- تعيين حسين بن إبراهيم الحمادي وزيرا للتربية والتعليم.
- تعيين سلطان بن سعيد البادي وزيرا للعدل.

## الهوامش
1. 1 2  حسين الحمادي وزيرا للتربية والتعليم وسلطان البادي وزيرا للعدل نسخة محفوظة 05 مارس 2016 على موقع واي باك مشين.
2. ↑  "خليفة يبارك التشكيل الوزاري الجديد". www.emaratalyoum.com. 4 يوليو 2014. مؤرشف من الأصل في 2023-07-24. اطلع عليه بتاريخ 2024-03-27.